# Palaeomerycidae
Palaeomerycidae es una familia extinta de rumiantes del orden Artiodactyla), probablemente ancestral de ciervos y ciervos almizcleros. Vivieron en todos los continentes excepto Oceanía y la Antártida desde el Eoceno hasta el Plioceno. Probablemente también estén relacionados con los Giraffoidea.
El género más antiguo conocido de la familia es Amphitragulus con una antigüedad de 56 millones de años encontrado entre otros lugares en Aragón, España.

## Clasificación

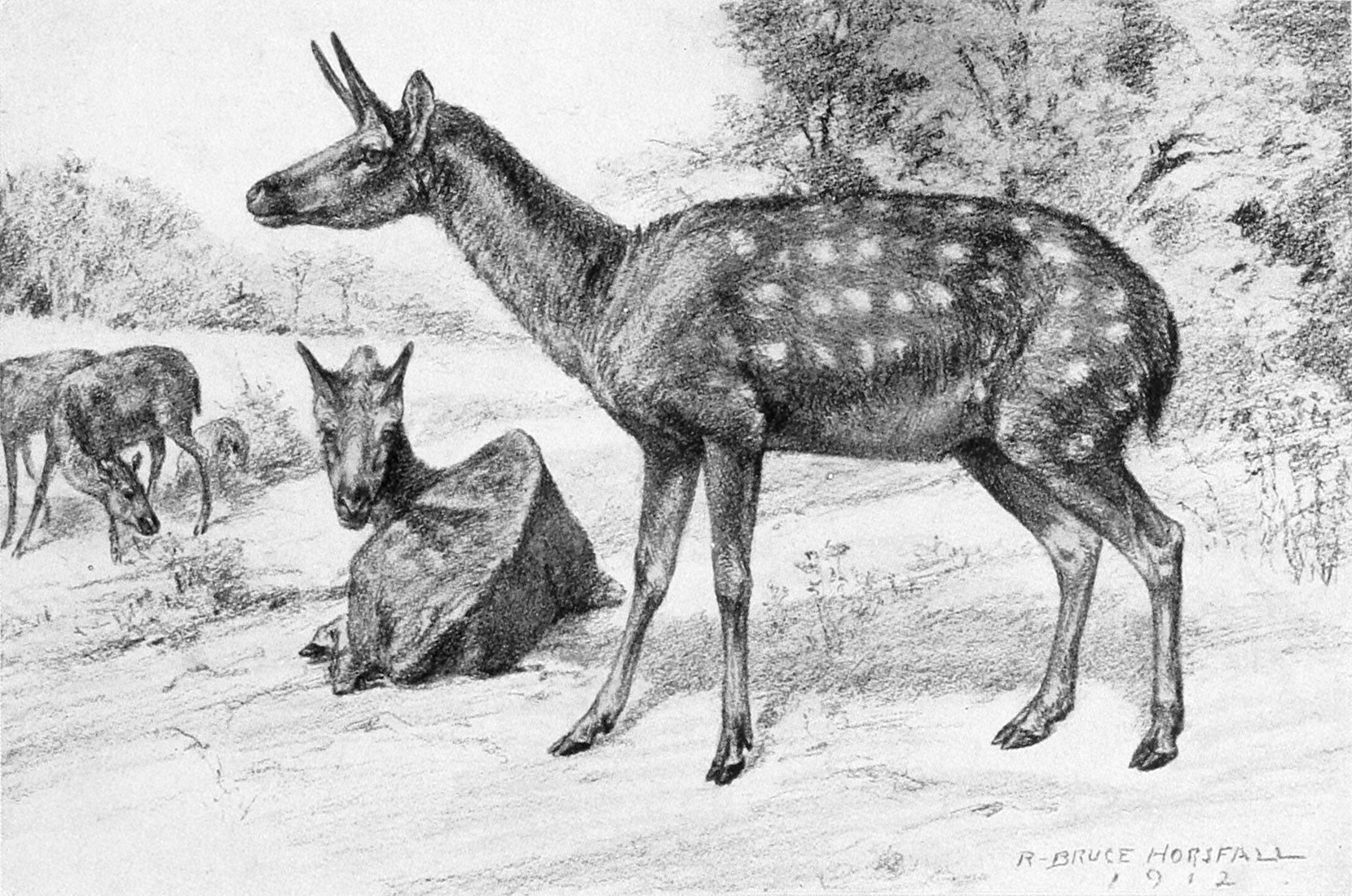
Recreación de Dromomeryx antilopina.

- Amphitragulus
- Subfamilia Dromomerycinae
  - Asiagenes
  - Lagomeryx
  - Surameryx
  - Tribu Aletomerycini
    - Sinclairomeryx
    - Aletomeryx

  - Tribu Dromomerycini
    - Drepanomeryx
    - Rakomeryx
    - Dromomeryx
    - Subdromomeryx

  - Tribu Cranioceratini
    - Barbouromeryx
    - Bouromeryx
    - Procranioceras
    - Cranioceras
    - Pediomeryx
    - Yumaceras
- Subfamilia Palaeomerycinae
  - Palaeomeryx
  - Ampelomeryx
  - Triceromeryx